# Leopold Karlo Kolonić
Leopold Karl von Kollonitsch (1631. – 1707.) bio je biskup i kardinal hrvatskog podrijetla.
Potječe iz hrvatske obitelji iz sela Kolunić u Petrovačkom polju. Nakon turskih prodora u Bosnu obitelj se povlači prema moru. Rodio se 26. listopada 1631. godine. Školovao se u Beču, te je stupio u Viteški red ivanovaca. Bio je nadbiskup ostrogonski i primas Mađarske.
Bio je biskup u Nitri u Slovačkoj (1669.), u Bečkom Novom Mjestu (1672.) te u Györu (1685.). Zatim je bio nadbiskup u Kaloczi (1691.) te u Ostrogonu (1695.). Godine 1685. imenovan je kardinalom. Izgleda da je sam molio Papu da mu dodijeli naslov hrvatske crkve svetog Jeronima u Rimu. Naslov crkve svetog Jeronima podijeljen mu je 14. studenog 1689. godine. Umro je 20. siječnja 1707. godine.

### Članci
- Bogdan, Jure. 2005. Hrvatska crkva svetog Jeronima u Rimu i njezini kardinali naslovnici. Crkva u svijetu. Sveučilište u Splitu - Katolički bogoslovni fakultet. Split. 40 (2): 187–205